# Brefeldia maxima
Brefeldia maxima ist eine Schleimpilz-Art und die einzige Vertreterin der Gattung Brefeldia aus der Ordnung der Stemonitida. Sie ist aus Europa, Amerika und Asien bekannt und kann außergewöhnliche Größen erreichen. Sie ist nach dem Mykologen Oscar Brefeld benannt.

## Merkmale
Das Plasmodium ist weiß und kann enorm groß werden, ein 1999 gefundenes Exemplar wurde auf ein Gewicht von 20 Kilogramm geschätzt. Die Fruchtkörper sind polsterförmige, dunkelbraune bis schwarze Aethalien, die eine Gesamtgröße von bis zu 30, selten bis zu 61 Zentimetern Durchmesser und 2 Zentimetern Höhe erreichen. Sie setzen sich aus einzelnen, 0,5 bis 0,8 Millimeter im Durchmesser großen Sporokarpen zusammen.
Der Hypothallus ragt unter dem Aethalium hervor, schimmert silbrig, ist im Durchlicht aber bräunlich transparent. Von ihm aus erstreckt sich in vielen Einzelsträngen oder auch nach Art eines Pinsels die an Verzweigungen bis zu 3 Millimeter verbreiterte Columella nach oben. Sie schimmert silbrig, ist im Durchlicht dunkelbraun bis fast schwarz. Das Peridium bildet an der Oberfläche des Aethaliums eine früh hinfällige Rinde (Cortex) mit pflastersteinartigem Relief, im Inneren ist es bleibend und fetzenartig langgestreckt und bildet so ein Pseudocapillitium. In durchscheinendem Licht ist es bräunlich und dunkel geädert und gefältelt.
Das nur schwach befestigte, annähernd waagerecht angeordnete Capillitium erwächst aus der Columella bzw. dem Pseudocapillitium. Es ist braun bis dunkelbraun, im Durchmesser 0,5 bis 2 Mikrometer dick, an den Ansätzen ist es trichterförmig erweitert, dazwischen weist es netzähnliche Verbreiterungen auf. Die Kammern des Netzes sind blasig und 20 bis 80 Mikrometer lang sowie 15 bis 25 Mikrometer breit.
Die Sporen sind in Masse dunkelbraun, im Durchlicht braun, im Bereich der Keimöffnung heller. Ihre Wände sind fein warzig, rund bis breit elliptisch und messen 9 bis 12 Mikrometer.

## Verbreitung
Die Art ist aus Europa (Deutschland), Amerika (USA [insbesondere im Nordosten], Kanada, Panama, Argentinien) und Asien (Nordpakistan) bekannt. Sie besiedelt Laub, Gras, Stauden und Stümpfe von Laubbäumen.

## Systematik und Forschungsgeschichte
Die Art wurde 1848 als Reticularia maxima von Elias Magnus Fries erstbeschrieben, 1873 stellte Józef Tomasz Rostafiński sie in eine eigene Gattung, deren einzige Art sie ist.

## Nachweise
Fußnoten direkt hinter einer Aussage belegen die einzelne Aussage, Fußnoten direkt hinter einem Satzzeichen den gesamten vorangehenden Satz. Fußnoten hinter einer Leerstelle beziehen sich auf den kompletten vorangegangenen Absatz.
1. 1 2 3 4  Marie L. Farr: Myxomycetes. In: Flora Neotropica. Band 16. The New York Botanical Garden, New York 1976, ISBN 0-89327-009-1, S. 60.
2. 1 2 3 4 5 6  Hermann Neubert, Wolfgang Nowotny, Karlheinz Baumann, Heidi Marx: Die Myxomyceten Deutschlands und des angrenzenden Alpenraumes unter besonderer Berücksichtigung Österreichs. Band 3: Stemonitales. Karlheinz Baumann Verlag, Gomaringen 2000, ISBN 3-929822-02-4, S. 33–36.
3. ↑  Michael J. Dykstra, Harold W. Keller: Mycetozoa In: John J. Lee, G. F. Leedale, P. Bradbury (Hrsg.): An Illustrated Guide to the Protozoa. Band 2. Allen, Lawrence 2000, ISBN 1-891276-23-9, S. 969 (englisch).